# Lipovljani
Lipovljani – wieś w Chorwacji, w żupanii sisacko-moslawińskiej, w gminie Lipovljani. W 2011 roku liczyła 2260 mieszkańców.
Z Lipovljani pochodzi Nina Kraljić, chorwacka piosenkarka.